# Minnesang (antologia)

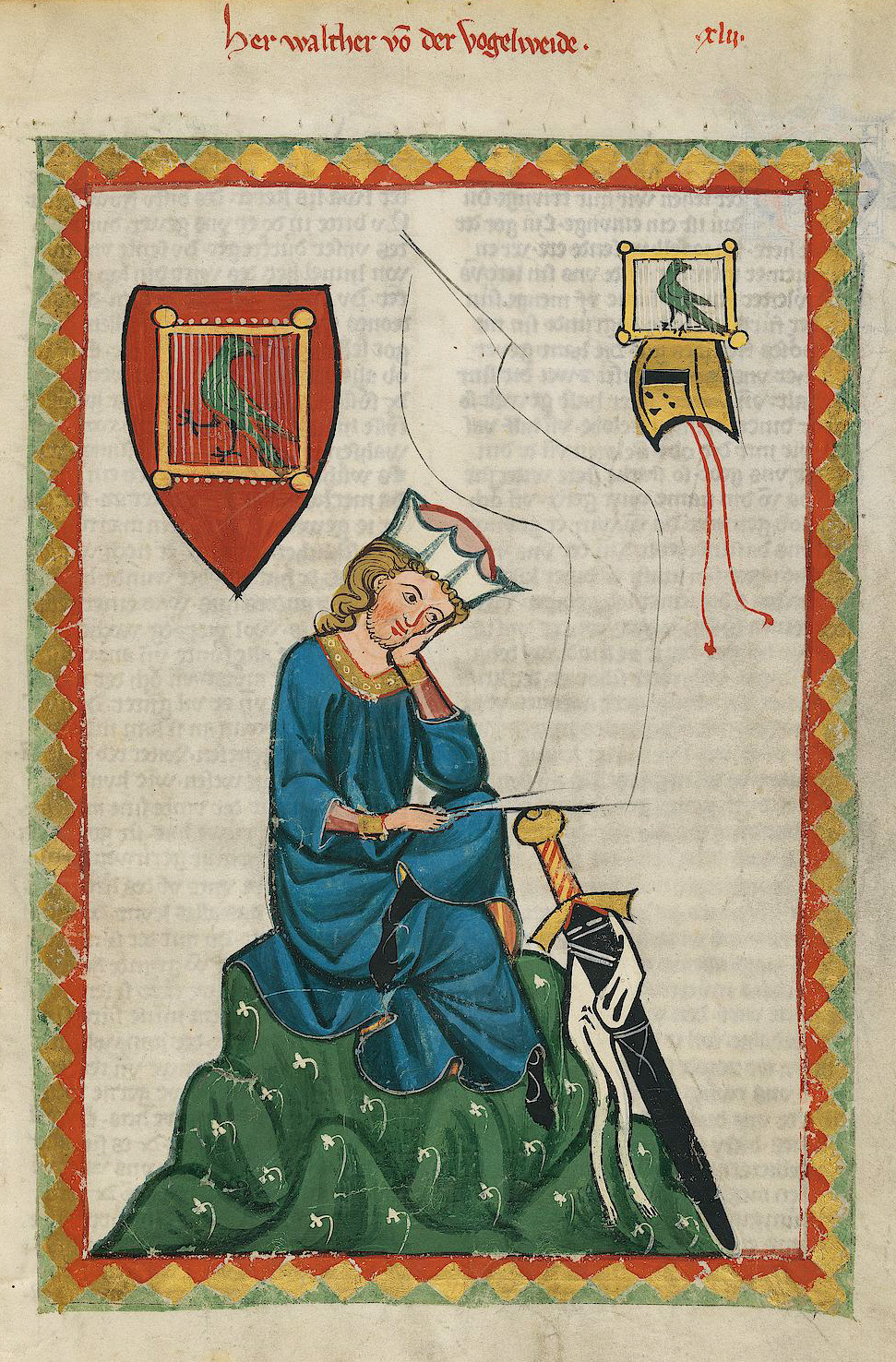
Walther_von_der_Vogelweide, najwybitniejszy średniowieczny niemiecki poeta liryczny

Minnesang. Niemiecka średniowieczna pieśń miłosna – antologia poezji minnesängerów w wyborze i tłumaczeniu Andrzeja Lama. Pierwsze wydanie, z przedmową Aliny Nowickiej-Jeżowej ukazało się w 1997, wydanie drugie, rozszerzone w 2016. W antologii zostały zaprezentowane utwory między innymi Dietmara von Aist, Heinricha von Veldeke, Walthera von der Vogelweide, Wolframa von Eschenbach i Ulricha von Liechtenstein.